# 阿拉梅达德拉萨格拉
阿拉梅达德拉萨格拉，是西班牙卡斯蒂利亚-拉曼恰托莱多省的一个市镇。总面积33平方公里，总人口2889人（2001年），人口密度88人/平方公里。